# Hungría en los Juegos Olímpicos de Innsbruck 1976
Hungría estuvo representada en los Juegos Olímpicos de Innsbruck 1976 por tres deportistas que compitieron en patinaje artístico.  
El portador de la bandera en la ceremonia de apertura fue el patinador artístico László Vajda. El equipo olímpico húngaro no obtuvo ninguna medalla en estos Juegos.